# Filippo Macchi
Filippo Macchi (Pontedera, 19 settembre 2001) è uno schermidore italiano, specializzato nel fioretto e vincitore di due medaglie d'argento nel fioretto individuale e a squadre a Parigi 2024.
Fa parte delle Fiamme Oro.

## Biografia
Nato a Pontedera, figlio e nipote d’arte, ha iniziato a tirare di scherma presso il Circolo Scherma Navacchio di Cascina in provincia di Pisa. Palestra creata dal nonno, a cui Filippo era molto legato, e in cui lavora attualmente il padre. Tifoso del Pisa è fidanzato con Giulia Amore, anch'essa schermitrice e figlia d'arte.

## Carriera

### 2017
Filippo inizia a far parlare molto di sé al grande pubblico grazie, non solo all'ottavo posto raggiunto nei campionati italiani cadetti ma specialmente grazie al 16esimo posto in quelli Campionati italiani assoluti di scherma.

### 2018
L'anno successivo Filippo inizia a partecipare anche agli eventi al di fuori della penisola: partecipa infatti al Campionato mondiale cadetti di scherma, a Verona, in cui arriva al ridosso del podio, al quinto posto; fa quasi il bottino pieno, invece, al Campionati europei cadetti di scherma, a Soči, in cui vince la medaglia d'oro nella competizione singolare battendo in finale il danese Jonas Winterberg-Poulsen e vince quella d'argento nella competizione a squadre assieme a Filippo Quagliotto, Alessio Di Tommaso e Tommaso Martini. Per quanto riguarda i campionati nazionali raggiunge il nono posto nella competizione cadetti, il sedicesimo in quella giovani, il decimo nella competizione under-23 e arriva quinto in singolare e undicesimo a squadre nella competizione assoluta. Fa anche la sua prima presenza nelle tappe di Coppa Del Mondo partecipando alla sola tappa di Torino.

### 2019-2020
Questi sono anni di assestamento e miglioramenti per Macchi che raggiunge, nel periodo in questione, il diciottesimo posto individuale nei campionati italiani giovani e il ventinovesimo nella competizione individuale e la medaglia d'argento nella competizione a squadre dei campionati assoluti. Per quanto riguarda la Coppa Del Mondo partecipa nuovamente alla sola tappa di Torino.

### 2021-2022
In quest'anno Filippo ha un netto miglioramento che tiene fede al livello che ha sempre fatto intravedere; infatti nei campionati italiani raggiunge l'argento individuale nella competizione under-23 e vince la medaglia d'argento nella competizione a squadre di quelli assoluti. 
L'anno successivo nella competizione italiana assoluta migliora il suo risultato nella competizione singolare e raggiunge la medaglia di bronzo nella competizione a squadre. Partecipa con molta più costanza alle tappe di Coppa Del Mondo in cui arriva, a fine anno, alla cinquantaduesima posizione con miglior piazzamento raggiunto nella storica tappa di Parigi in cui finisce al tredicesimo posto.

### 2023
Il 2023 è l'anno in cui Macchi esplode definitivamente anche grazie all'immensa fiducia datagli dal Maestro della nazionale Stefano Cerioni. Infatti Macchi vince, al Campionato europeo a Plovdiv, la medaglia d'oro battendo: il connazionale Alessio Foconi ai quarti per 15-9; il connazionale Guillaume Bianchi per 15-13 e, in finale, batte il transalpino Enzo Lefort alla stoccata decisiva vincendo quindi per 15-14. Partecipa poi ai III Giochi europei di Cracovia in cui vince nuovamente la medaglia d'oro nella competizione a squadre assieme a Daniele Garozzo, Tommaso Marini e Alessio Foconi contro la Francia per 45-39. Partecipa quindi al campionato mondiale a Milano in cui raggiunge la nona posizione nella competizione individuale perdendo contro il futuro vincitore Tommaso Marini per 15-11 e raggiunge la quinta posizione nella competizione a squadre uscendo contro Hong Kong. Ai Campionati italiani di scherma del 2023, nel fioretto individuale, dopo aver battuto Damiano Rosatelli ai quarti di finale ed Edoardo Luperi in semifinale, incontra Alessio Foconi in finale da cui viene sconfitto ottenendo il titolo di vicecampione nazionale. Vince anche l'argento pure nella competizione a squadre. Grazie ai vari risultati fa un balzo considerevole in Coppa Del Mondo raggiungendo la nona posizione generale vincendo pure la medaglia d'argento nel Gran Prix di casa svoltosi a Torino.  Oltre che aver iniziato a partecipare in Coppa Del Mondo con la nazionale italiana vincendo la medaglia d'argento nelle tappe di Il Cairo e Acapulco. Arriverà quindi in terza posizione, a fine anno, nella competizione complessiva.

### 2024
Il 2024 è un anno assolutamente positivo per Macchi, infatti il 21 giugno 2024 vince la medaglia di bronzo agli Europei di scherma di Basilea insieme agli altri fiorettisti Foconi, Bianchi e Marini nel fioretto a squadre, mentre arriva decimo nella competizione individuale. Chiaramente tutto l'anno è stato svolto in preparazione per i Giochi olimpici di Parigi e Macchi si presenta puntuale all'appuntamento: batte ai quarti l'egiziano Hamza per 15-9, in semifinale supera lo statunitense Nick Itkin e quindi, il 29 luglio 2024, vince la medaglia d'argento individuale venendo sconfitto per 15-14 in finale dall'hongkongese Cheung Ka Long in una finale con non poche polemiche nei confronti dell'arbitraggio. Prenderà poi parte alla competizione a squadre con la quale, il 4 Agosto, vince la medaglia d'argento in finale contro il Giappone (incontro che finisce 45-36 per i nipponici) insieme agli altri Fiorettisti Guillaume Bianchi, Alessio Foconi e Tommaso Marini. Per quanto riguarda le competizioni nazionali raggiunge l'undicesima posizione nella competizione individuale e l'argento in quella a squadre. Per quanto riguarda la Coppa Del Mondo migliora ulteriormente il suo risultato raggiungendo la settima posizione con picchi raggiunti alla tappa di Parigi in cui arriva terzo e nel Gran Prix di Washington in cui raggiunge nuovamente la medaglia di bronzo. Continuerà a partecipare alle tappe con la nazionale italiana, in Coppa Del Mondo, vincendo la medaglia d'oro alle tappe di Istanbul e Il Cairo raggiungendo invece quella d'argento in quelle di Tokoname e Hong Kong. Terminerà l'anno in prima posizione.

### 2025
Il 2025 fondamentale per verificare l'effettiva sbocciatura verificatasi nell'anno passato. La stagione inizia, come di consueto, con le varie tappe di Coppa del Mondo in cui Filippo partecipa sempre sia in squadra che in singolare con una differenza ossia cheTommaso Marini verrà sostituito nelle prime tappe di squadra dall'amico di Filippo Giulio Lombardi. Le prime tre tappe hanno sempre lo stesso spartitoː vittorie nella competizione a squadre e risultati ottimi ma non perfetti in quella singolare con picco nella tappa di Takasaki dove arriverà in finale perdendo dal connazionale Foconi. Inizia quindi la parte dell'anno più calda che prevede i primi Gran Prix che porteranno poi all'europeo e al mondiale, vero obiettivo dell'anno(periodo che vedrà il ritorno di Tommaso Marini nel quartetto). Filippo manterrà sempre una qualità costante nelle prestazioni con il culmine nella tappa Gran Prix di Lima dove vincerà l'oro battendo ai quarti il campione olimpico Cheung Ka Long e in finale il connazionale Guillaume Bianchi. Dopo la vittoria Filippo risente di un dolore che lo porta a fermarsi per la tappa successiva a Vancouver e torna per il Gran Prix a Shanghai. 
Arrivano poi i campionati europei dove arriva undicesimo nel singolare perdendo contro l'ungherese Dosa. Nella competizione a squadre, assieme a Marini, Foconi e Bianchi vince il suo primo oro a squadre a un europeo battendo in finale la Francia del vice campione europeo Anas Anane.

## Palmarès

### Risultati élite
In carriera ha ottenuto i seguenti risultati:
Giochi olimpici
Individuale
- Argento nel fioretto a Parigi 2024

A squadre
- Argento nel fioretto a Parigi 2024

Mondiali
Individuale
A squadre
- Oro nel fioretto a Tbilisi 2025

Europei
Individuale
- Oro nel fioretto a Plovdiv 2023

A squadre
- Oro nel fioretto a Genova 2025
- Bronzo nel fioretto a Basilea 2024

Giochi europei
Individuale
A squadre
- Oro nel fioretto  a Cracovia 2023

Coppa del mondo
Classifica individuale
Classifica a squadre
- 2022-2023 -  nella classifica generale del fioretto
- 2023-2024 -  nella classifica generale del fioretto

Prove individuali
- 2022-2023 -  (Torino)
- 2023-2024 -  (Parigi, Washington DC)
- 2024-2025 -  (Lima (Perù)),  (Takasaki)

Prove a squadre
- 2022-2023 -   (Il Cairo, Acapulco)
- 2023-2024 -  (Istanbul, Il Cairo);  (Tokoname, Hong Kong)
- 2024-2025 -  (Tunisi, Takasaki, Parigi, Il Cairo);

Campionati Italiani
Individuale
- Argento nel fioretto  a La Spezia 2023

A squadre
- Argento nel fioretto a Palermo 2019
- Argento nel fioretto a Napoli-Cassino 2021
- Bronzo nel fioretto a Courmayeur 2022
- Argento nel fioretto  a La Spezia 2023
- Argento nel fioretto a Cagliari 2024

### Risultati giovani
Europei cadetti
Individuale
- Oro nel fioretto a Soči 2018

A squadre
- Argento nel fioretto a Soči 2018